# Enrique Walpole
San Enrique Walpole (Henry Walpole en inglés; Docking, Norfolk, Inglaterra, 1558 - York, Inglaterra, 7 de abril de 1595) fue un mártir jesuita inglés, venerado como santo por la Iglesia católica.

## Biografía
Era el hijo mayor de Christopher Walpole. Se educó en la Escuela de Norwich, en Peterhouse, en Cambridge y en la escuela de leyes de Gray Inn de Londres. Se convirtió al catolicismo cuando en la ejecución del también mártir y santo jesuita Edmund Campion, le cayó una gota de sangre de este.
Peregrinó a Reims, a donde llegó el 7 de julio de 1582; allí estudió en el Colegio Inglés. Posteriormente fue admitido en el Colegio Inglés de Roma, y fue en esta ciudad donde recibió las órdenes menores.
Fue capellán de las tropas españolas en Flandes. Obtuvo su tercera probación en Tournai, en los Países Bajos del Sur, y luego tuvo una corta estancia como ministro en el Colegio Inglés de Valladolid (España).
Regresó a Inglaterra a finales de 1593. Fue traicionado por un compañero de viaje y apresado poco después de desembarcar; encerrado en la Torre de Londres, fue sentenciado por "alta traición" conforme al Estatuto de 1585 que impedía graduarse como sacerdote fuera de Inglaterra. Fue martirizado en 1595 mediante ahorcado, arrastrado y descuartizado, la pena por su delito en Inglaterra, junto con Alexander Rawlins. Fue ejecutado Rawlins primero; a Walpole se le permitió colgar hasta la muerte, siendo destripado y descuartizado cadáver y no todavía vivo como era lo común.
El 15 de diciembre de 1929 fue beatificado por Pío XI, y el 25 de octubre de 1970 fue canonizado por Pablo VI junto a otros 39 mártines de Inglaterra y Gales.